# South Prairie (Washington)
South Prairie es un pueblo ubicado en el condado de Pierce en el estado estadounidense de Washington. En el año 2000 tenía una población de 382 habitantes y una densidad poblacional de 362,3 personas por km².

## Geografía
South Prairie se encuentra ubicada en las coordenadas 47°8′18″N 122°5′49″O / 47.13833, -122.09694.

## Demografía
Según la Oficina del Censo en 2000 los ingresos medios por hogar en la localidad eran de $50.250, y los ingresos medios por familia eran $56.250. Los hombres tenían unos ingresos medios de $47.589 frente a los $37.250 para las mujeres. La renta per cápita para la localidad era de $19.345. Alrededor del 5,1% de la población estaban por debajo del umbral de pobreza.